# Håkon Barfod
Håkon Barfod (Oslo, 17 de agosto de 1926 — 4 de novembro de 2013) foi um velejador norueguês, medalhista olímpico. Ele competiu nos Jogos Olímpicos de Verão de 1948 e 1952 na classe Dragon e conquistou a medalha de ouro em ambas as ocasiões a bordo do Pan, ao lado de Thor Thorvaldsen e Sigve Lie.
Barfod também ganhou a Copa Ouro em Arendal em 1948 e em Vejle em 1950. Ele também era construtor de barcos de profissão e trabalhava em um estaleiro perto de Oslo.